# Arginin
Arginin (zkratka Arg nebo R) je biogenní aminokyselina obsahující bazickou guanidinovou skupinu. Patří mezi semiesenciální aminokyseliny, je esenciální jen v době růstu. Během proteosyntézy je kódována triplety CGU, CGC, CGA, CGG, AGA a AGG.
Arginin je součástí bílkovin, je intermediátem ornitinového cyklu, ve kterém je syntetizována močovina, dále je arginin výchozím metabolitem syntézy oxidu dusnatého, což je kromě jiného tkáňový hormon způsobující vazodilataci, a podílí se na biosyntéze kreatinu. Skrze ornitin (který vzniká z argininu v ureosyntetickém cyklu) je prekurzorem polyaminů sperminu a spermidinu.
Je také využíván kulturisty pro lepší prokrvení svalů (zvyšuje vyplavování a tvorbu růstového hormonu).

## Biosyntéza
Arginin je meziproduktem syntézy močoviny – v reakci katalyzované argininsukcinasou je reverzibilně štěpen argininsukcinát na arginin a fumarát. Reakce probíhá v ledvinách a játrech.

## Degradace
Při degradaci argininu je nejprve hydrolyticky štěpena guanidinová skupina. Vzniká ornitin, který prochází transaminací. Vzniklá kyselina glutamová může být dále transaminována na 2-oxoglutarát, který je jednou z látek Krebsova cyklu. Arginin je glukoplastická aminokyselina.